# Maneater (jeu vidéo)
Pour les articles homonymes, voir Maneater.
Maneater est un jeu de rôle d'action développé et publié par Tripwire Interactive. Le jeu est sorti sur Microsoft Windows, PlayStation 4 et Xbox One le 22 mai 2020 et sur Nintendo Switch le 25 mai 2021. Dans le jeu, le joueur prend le contrôle d'une femelle requin bouledogue qui doit évoluer et survivre dans un monde ouvert afin de se venger d'un pêcheur qui l'avait défigurée en tant que requineau et tué sa mère.

## Histoire
Une équipe de tournage d'une émission de téléréalité suit le chasseur de requins cajun expérimenté Pierre "Scaly Pete" LeBlanc et son fils Kyle alors qu'ils chassent un requin bouledogue adulte avec un harpon enfoncé sur son flanc. Ils parviennent à capturer le requin après qu'il a tué des baigneurs sur une plage. Après avoir découvert que le requin taureau est enceinte, l'équipe de tournage est choquée lorsque Scaly Pete découpe le requin nourrisson et utilise un couteau pour l'identifier plus tard à mesure qu'il grandit, bien qu'il perde sa main droite dans le processus.
Le requin nourrisson grandit avec le temps en mangeant d'autres poissons, des prédateurs de l'apex et des humains. D'autres chasseurs de requins finissent par s'en prendre au requin, mais sont tués et mangés. De retour sur le bateau de Scaly Pete, les tensions grandissent entre lui et son fils à propos des affirmations selon lesquelles son propre père a été tué par un mégalodon, même si l'on pense qu'il a disparu il y a deux millions d'années. Ils ont finalement déplacé le requin qui lui a pris la main et ont tenté de le tuer. Ils essaient de brûler le requin vivant après qu'il a mangé la jambe gauche de Scaly Pete, mais le requin s'échappe et Kyle est tué dans une explosion qui fait couler leur bateau.
Alors que le requin continue de grandir, l'équipe de tournage s'inquiète pour la santé mentale de Scaly Pete après avoir perdu Kyle alors qu'il se prépare à utiliser des méthodes extrêmes pour tuer le requin. Il finit par réparer et armer le vieux bateau de patrouille marine PT 522 de son père d'une puissance de feu de qualité militaire. Il attaque l'équipe de tournage après avoir tenté de l'en dissuader et entreprend de tuer le requin, qui est maintenant devenu un mégalodon. Le requin prend finalement le dessus sur Scaly Pete, qui dans un dernier effort de fossé, utilise des explosifs pour tuer le requin et lui-même.

## Système de jeu
Le jeu est un jeu de rôle d'action joué à partir d'une perspective à la troisième personne. Dans le jeu, le joueur prend le contrôle d'un bébé requin bouledogue qui doit se venger du chasseur de requins Pete l'écaillé (Scaly Pete en anglais), qui a tué sa mère et l'a défiguré. Le requin a plusieurs attaques de base, notamment en chargeant les ennemis, en silo hors de l'eau et en fouettant les ennemis avec sa queue pour les étourdir. Il peut également utiliser son environnement pour des avantages au combat, comme l'utilisation d'un espadon comme lance. Le requin doit chasser et consommer d'autres espèces aquatiques telles que les poissons et les tortues afin d'obtenir des nutriments, à savoir des protéines, des graisses, des minéraux et des mutagènes rares. Les joueurs peuvent également attaquer les humains en faisant des ravages le long de la côte, en détruisant les yachts et les navires et en faisant tomber les gens des jet-skis. Au fur et à mesure que le joueur gagne suffisamment de nutriments, le requin débloquera de nouvelles capacités et augmentera de taille, ce qui permet au requin d'attaquer des créatures plus grandes et plus mortelles. Sous l'effet des produits radioactifs qu'il ingère au fil du jeu, le spécimen évolue lentement en une sorte de mégalodon moderne, et les joueurs peuvent acquérir des améliorations avancées et des options de personnalisation aberrantes, telles que des plaques osseuses externes et des pointes électromagnétiques pour améliorer encore les capacités de combat du requin, capable de détruire des bateaux lourdement armés.
Jouant comme le requin, les joueurs peuvent explorer librement un monde ouvert, composé de sept régions. Les joueurs peuvent découvrir des endroits cachés et remplir des objectifs secondaires. Chaque région aura également son propre prédateur au sommet, comme des alligators, des calmars géants, des orques et même d'autres requins, qui peuvent tuer le requin. Vaincre ces prédateurs confère au joueur des compétences spéciales. Le monde est réactif. Alors que le requin crée plus de ravages, des chasseurs de primes humains seront envoyés pour le traquer. Si le requin parvient à tuer les dix chasseurs de plomb qui sont des personnages nommés, il recevra des récompenses supplémentaires. Le jeu est raconté par l'hôte d'une émission de téléréalité en jeu intitulée Maneaters vs. Sharkhunters (exprimé par Chris Parnell), qui guide le joueur tout au long du match.

## Développement
Le jeu est développé par Blindside Interactive aux côtés de l'éditeur Tripwire Interactive. La production du jeu est dirigée par Alex Quick, qui a travaillé sur le jeu multijoueur compétitif Depth dans lequel les joueurs prennent le contrôle d'un requin ou d'un plongeur alors qu'ils se combattent. Initialement envisagé comme une extension pour Depth, le titre est devenu un produit autonome après que les membres de l'équipe de développement se sont séparés et ont travaillé sur une expérience solo qui s'appuie sur les systèmes de jeu mis en place par Depth. L'équipe a été inspirée par Jaws Unleashed et d'autres RPG d'action tels que Deus Ex et Dishonored tout en travaillant sur le titre. Selon John Gibson, le président de Tripwire, l'équipe a toujours voulu créer un titre mondial ouvert similaire à des jeux comme Far Cry et The Legend of Zelda: Breath of the Wild, bien que l'équipe ait voulu que leur vision du genre soit « complètement nouveau et unique ». Le système de combat a été inspiré par Punch Out et Dark Souls, car le joueur doit réfléchir tactiquement et discerner le schéma d'attaque d'un adversaire.
Commentant le réalisme du jeu, Quick a déclaré que le jeu « contourne la limite entre plausible et ridicule ». Le designer Bill Munk a ajouté que l'équipe espérait que les joueurs comprendraient que le jeu n'est qu'un « amusement stupide et pas réellement une réalité ». Comme le requin est un protagoniste silencieux, l'équipe a engagé Parnell pour fournir une narration pour le jeu, car Tripwire voulait que le ton soit amusant et plein d'esprit tout au long du jeu. Certains de ses dialogues sont scénarisés pour les rythmes majeurs de l'histoire tandis que certains dialogues sont déclenchés par les actions du requin. Selon les développeurs, afin de maintenir la fraîcheur du dialogue, Parnell a enregistré 90 lignes différentes « uniquement dédiées » aux situations où le requin joueur mange un humain.
Les commentaires du narrateur comportent un aspect écologique militant, dénonçant sur un ton sarcastique la dégradation du littoral par l'urbanisation des côtes et les dégâts de la pollution marine. Le requin transformé par les tonnes de déchets radioactifs jetés inconsidérément à la mer peut être ainsi comparé à un Kaiju qui accomplit la vengeance de la Nature contre l'humanité.
Maneater a été annoncé le 11 juin 2018 par la nouvelle division d'édition de Tripwire qui a fourni le financement, le marketing et le développement supplémentaire pour le jeu. La version physique du jeu au détail est publiée par Deep Silver. La première bande-annonce du jeu a été présentée à l'E3 2018 lors du PC Gaming Show. Maneater est sorti dans le monde entier pour Microsoft Windows via Epic Games Store, PlayStation 4 et Xbox One le 22 mai 2020. Tripwire n'a pas annoncé la date de sortie de la version Nintendo Switch.